# Убунту (идеология)
Убу́нту (зулу ubuntu и коса ubuntu — человечность) — южноафриканское направление этики и гуманистической философии, особое внимание уделяющее понятиям верности и лояльности в отношениях между людьми. Убунту является одним из основополагающих принципов новой Южно-Африканской Республики. Его положения связываются с идеями Африканского Возрождения.
Приблизительное толкование слова убунту — человечность по отношению к другим. Другой возможный вариант перевода — вера во вселенские узы общности, связывающие всё человечество.
Архиепископ Десмонд Туту в 1999 году дал следующее определение убунту:

Человек с убунту открыт и доступен для других, принимает других людей, не видит для себя опасности в том, что другие талантливы и добры, поскольку он твёрдо уверен в себе, понимая, что является частью большего целого, и, наоборот, человек с убунту угнетён, когда других оскорбляют или унижают, пытают или угнетают.
Оригинальный текст (англ.)
A person with ubuntu is open and available to others, affirming of others, does not feel threatened that others are able and good, for he or she has a proper self-assurance that comes from knowing that he or she belongs in a greater whole and is diminished when others are humiliated or diminished, when others are tortured or oppressed.
— Десмонд Туту